# بيتا أسود الرأس
بيتا أسود الرأس (الاسم العلمي: Erythropitta ussheri) (بالإنجليزية: Black-headed Pitta)‏ هي نوع من الطيور تتبع جنس البيتا الأحمر من فصيلة طيور البيتا.